# Air Gallet
Air Gallet, ou Akuu Gallet (アクウギャレット) au Japon, est un jeu vidéo d'arcade de type shoot 'em up vertical. Le titre a été développé par Gazelle et édité par Banpresto sur borne d'arcade en 1996, il fonctionne sur le système Cave 1st Generation.

## Jouabilité
Le joueur contrôle un avion de chasse et fait feu sur des ennemis dans les airs et au sol, recueille des power-up, et combat des boss pour progresser dans les niveaux.
Il faut collecter quatre power up pour pouvoir améliorer ses armes. Il en existe quatre différentes :
- "L" (bleu) - Shining Laser, un faisceau d’énergie bleu restreint mais très puissant.
- "S" (vert) - Hunter Seeker, un drone de soutien qui tire de la foudre d'énergie verte dans trois directions. La première direction est toujours en ligne droite, tandis que les deux autres directions se font selon les mouvements du joueur, tout en restant en rotation à 180 degrés. Si le bouton de tir est maintenu enfoncé, les armes à feu ne tourne pas pendant le déplacement.
- "M" (jaune) - Missile de traçage, largue périodiquement des essaims de missiles à tête chercheuse aux côtés de salves rapides de missiles à l'avant.
- "F" (rouge) - Gatling de feu, un tir de balle de feu étalé.